# Frankenia ericifolia
Frankenia ericifolia är en frankeniaväxtart som beskrevs av Christen Smith och Dc. Frankenia ericifolia ingår i släktet frankenior, och familjen frankeniaväxter. Inga underarter finns listade i Catalogue of Life.